# Haploniscus spatulifrons
Haploniscus spatulifrons är en kräftdjursart som beskrevs av Menzies1962. Haploniscus spatulifrons ingår i släktet Haploniscus och familjen Haploniscidae. Inga underarter finns listade i Catalogue of Life.